# Mimosa mazatlana
Mimosa mazatlana är en ärtväxtart som beskrevs av Marcus Eugene Jones. Mimosa mazatlana ingår i släktet mimosor, och familjen ärtväxter. Inga underarter finns listade i Catalogue of Life.